# José Luis Chunga
José Luis Chunga Vega (Barranquilla, 11 luglio 1991) è un calciatore colombiano, portiere dell'Independiente Medellín e della nazionale colombiana.

## Carriera

### Club
Cresciuto nel settore giovanile del Atlético Junior, debutta in prima squadra il 24 febbraio 2011 in un incontro di Copa Colombia vinto 2-1 contro il Valledupar; rimane nel club della sua città natale fino al 2020 ricoprendo il ruolo di secondo portiere con all'attivo 69 presenza fra campionato e coppe.
Nel gennaio 2021 passa a titolo definitivo ai Jaguares; vi rimane solamente sei mesi per poi passare a maggio all'Alianza Petrolera.

### Nazionale
Debutta con la nazionale colombiana il 16 gennaio 2022 in occasione dell'amichevole vinta 2-1 contro l'Honduras.

## Statistiche
Statistiche aggiornate al 17 gennaio 2022.

### Presenze e reti nei club
| Stagione               | Squadra                | Campionato             | Campionato | Campionato | Coppe nazionali | Coppe nazionali | Coppe nazionali | Coppe continentali | Coppe continentali | Coppe continentali | Altre coppe | Altre coppe | Altre coppe | Totale | Totale | Totale |
| Stagione               | Squadra                | Comp                   | Pres       | Reti       | Comp            | Pres            | Reti            | Comp               | Pres               | Reti               | Comp        | Pres        | Reti        | Pres   | Reti   |        |
| ---------------------- | ---------------------- | ---------------------- | ---------- | ---------- | --------------- | --------------- | --------------- | ------------------ | ------------------ | ------------------ | ----------- | ----------- | ----------- | ------ | ------ | ------ |
| 2009                   | Barranquilla           | B                      | 11         | -?         |                 | -               | -               |                    | -                  | -                  |             | -           | -           | 11     | -?     |        |
| 2010                   | Barranquilla           | B                      | 31         | -?         |                 | -               | -               |                    | -                  | -                  |             | -           | -           | 31     | -?     |        |
| Totale Barranquilla    | Totale Barranquilla    | Totale Barranquilla    | 42         | -?         |                 | -               | -               |                    | -                  | -                  |             | -           | -           | 42     | -?     |        |
| 2011                   | Atlético Junior        | A                      | 0          | 0          | CC              | 4               | -5              | CL                 | 0                  | 0                  |             | -           | -           | 4      | -5     |        |
| 2012                   | Atlético Junior        | A                      | 0          | 0          | CC              | 3               | -3              | CL                 | 1                  | 0                  |             | -           | -           | 4      | -3     |        |
| 2013                   | Atlético Junior        | A                      | 0          | 0          | CC              | 2               | -1              |                    | -                  | -                  |             | -           | -           | 2      | -1     |        |
| 2014                   | Atlético Junior        | A                      | 1          | 0          | CC              | 5               | -4              |                    | -                  | -                  |             | -           | -           | 6      | -4     |        |
| 2015                   | Atlético Junior        | A                      | 3          | -3         | CC              | 6               | -7              | CS                 | 0                  | 0                  |             | -           | -           | 9      | -10    |        |
| 2016                   | Atlético Junior        | A                      | 3          | -3         | CC              | 6               | -6              | CS                 | 0                  | 0                  |             | -           | -           | 9      | -9     |        |
| 2017                   | Atlético Junior        | A                      | 4          | -4         | CC              | 6               | -5              | CL+CS              | 0                  | 0                  |             | -           | -           | 10     | -9     |        |
| 2018                   | Atlético Junior        | A                      | 12         | -11        | CC              | 1               | -1              | CL+CS              | 2+0                | -1;0               |             | -           | -           | 15     | -13    |        |
| 2019                   | Atlético Junior        | A                      | 6          | -7         | CC              | 3               | -3              | CL                 | 0                  | 0                  | SC          | 0           | 0           | 9      | -10    |        |
| 2020                   | Atlético Junior        | A                      | 1          | 0          | CC              | 0               | 0               | CL+CS              | 0                  | 0                  | SC          | 0           | 0           | 1      | 0      |        |
| Totale Atlético Junior | Totale Atlético Junior | Totale Atlético Junior | 30         | -28        |                 | 36              | -35             |                    | 3                  | -1                 |             | 0           | 0           | 69     | -64    |        |
| 2021                   | Jaguares               | A                      | 12         | -13        | CC              | 0               | 0               |                    | -                  | -                  |             | -           | -           | 12     | -13    |        |
| 2021                   | Alianza Petrolera      | A                      | 25         | -31        | CC              | 3               | -4              |                    | -                  | -                  |             | -           | -           | 28     | -35    |        |
| Totale carriera        | Totale carriera        | Totale carriera        | 109        | -72+       |                 | 39              | -39             |                    | 3                  | -1                 |             | 0           | 0           | 151    | -112+  |        |

### Cronologia presenze e reti in nazionale
| Cronologia completa delle presenze e delle reti in nazionale ― Colombia | Cronologia completa delle presenze e delle reti in nazionale ― Colombia | Cronologia completa delle presenze e delle reti in nazionale ― Colombia | Cronologia completa delle presenze e delle reti in nazionale ― Colombia | Cronologia completa delle presenze e delle reti in nazionale ― Colombia | Cronologia completa delle presenze e delle reti in nazionale ― Colombia | Cronologia completa delle presenze e delle reti in nazionale ― Colombia | Cronologia completa delle presenze e delle reti in nazionale ― Colombia |
| Data                                                                    | Città                                                                   | In casa                                                                 | Risultato                                                               | Ospiti                                                                  | Competizione                                                            | Reti                                                                    | Note                                                                    |
| ----------------------------------------------------------------------- | ----------------------------------------------------------------------- | ----------------------------------------------------------------------- | ----------------------------------------------------------------------- | ----------------------------------------------------------------------- | ----------------------------------------------------------------------- | ----------------------------------------------------------------------- | ----------------------------------------------------------------------- |
| 16-1-2022                                                               | Fort Lauderdale                                                         | Colombia                                                                | 2 – 1                                                                   | Honduras                                                                | Amichevole                                                              | -1                                                                      | 79’                                                                     |
| 5-6-2022                                                                | Murcia                                                                  | Arabia Saudita                                                          | 0 – 1                                                                   | Colombia                                                                | Amichevole                                                              | -                                                                       |                                                                         |
| Totale                                                                  |                                                                         | Presenze                                                                | 2                                                                       |                                                                         | Reti                                                                    | -1                                                                      |                                                                         |

## Palmarès

### Club

#### Competizioni nazionali
- Campionato colombiano: 3

Atlético Junior: 2011-F, 2018, 2019-I
- Copa Colombia: 2

Atlético Junior: 2015, 2017
- Súper Liga: 2

Atlético Junior: 2019, 2020